# تانانکیلاپو
تانانکیلاپو (به لاتین: Thanankilappu) یک منطقهٔ مسکونی در سری‌لانکا است که در استان شمالی (سری‌لانکا) واقع شده‌است.